# Micrococcus confusus
Micrococcus confusus är en insektsart som beskrevs av Miller och Williams 1995. Micrococcus confusus ingår i släktet Micrococcus och familjen Micrococcidae. Inga underarter finns listade i Catalogue of Life.